# David Ogilvy, XI conte di Airlie
David Stanley William Ogilvy, XI conte di Airlie (Firenze, 20 gennaio 1856 – Pretoria, 11 giugno 1900), è stato un nobile e ufficiale inglese.

## Biografia
Era il figlio di David Ogilvy, X conte di Airlie, e di sua moglie, Lady Henrietta Blanche Stanley, figlia di Edward Stanley, II barone di Alderley. Studiò a Eton College e Balliol College.

## Carriera
Raggiunse il grado di tenente del 1º reggimento delle Guardie Scozzesi ed del 10º reggimento degli Ussari (1874-1876). Combatté nella Guerra anglo-afghana (1878-1879)  nelle spedizioni in Sudan e sul Nilo. 
Nel 1890 ha ricoperto la carica di vice tenente di Forfar. Nel dicembre 1897 raggiunse il grado di tenente colonnello del 12º reggimento dei Lancieri.

## Matrimonio
Sposò, il 19 gennaio 1886, Lady Mabell Frances Elizabeth Gore (1866-1956), figlia di Arthur Gore, V conte di Arran e di Lady Edith Jocelyn. Ebbero sei figli:
- Lady Kitty Edith Blanche (1887-1969): sposò in prime nozze Sir Vincent Berkeley, ebbero due figli, e in seconde nozze Ralph Gerald Ritson;
- Lady Helen Alice Wyllington (1890-1973): sposò in prime nozze Clement Freeman-Mitford, ebbero due figlie, e in seconde nozze Henry Brocklehurst, ebbero un figlio;
- Lady Mabell Griselda Esther Sudley (1892-1918);
- David Ogilvy, XII conte di Airlie (1893-1968);
- Lord Bruce Arthur Ashley (1895-1976), sposò Primrose Eleanor O'Brien, non ebbero figli;
- Lord Patrick Julian Harry (26 giugno 1896-9 ottobre 1917).

## Morte
Nel 1900 combatté nella seconda guerra boera e rimase ferito vicino a Brandfort. 
Morì nella battaglia di Diamond Hill, a Pretoria, ucciso in azione.

## Ascendenza
|                                       |                                    |                                    | Genitori                                 |  |  | Nonni |  |  | Bisnonni                            |  |  | Trisnonni                        |  |
|                                       |                                    |                                    |                                          |  |  |       |  |  | Walter Ogilvy, VIII conte di Airlie |  |  | John Ogilvy, VII conte di Airlie |  |
|                                       |                                    |                                    |                                          |  |  |       |  |  | Walter Ogilvy, VIII conte di Airlie |  |  | John Ogilvy, VII conte di Airlie |  |
|                                       |                                    | Margaret Ogilvy                    |                                          |  |  |       |  |  | Walter Ogilvy, VIII conte di Airlie |  |  |                                  |  |
| David Ogilvy, IX conte di Airlie      |                                    |                                    |                                          |  |  |       |  |  | Walter Ogilvy, VIII conte di Airlie |  |  |                                  |  |
|                                       |                                    | Jean Ogilvy                        | John Ogilvy                              |  |  |       |  |  |                                     |  |  |                                  |  |
|                                       |                                    | Jean Ogilvy                        | John Ogilvy                              |  |  |       |  |  |                                     |  |  |                                  |  |
|                                       |                                    | Jean Ogilvy                        | Margaret Ogilvy                          |  |  |       |  |  |                                     |  |  |                                  |  |
| David Ogilvy, X conte di Airlie       |                                    | Jean Ogilvy                        |                                          |  |  |       |  |  |                                     |  |  |                                  |  |
|                                       |                                    | Gavin Drummond                     | James Drummond                           |  |  |       |  |  |                                     |  |  |                                  |  |
|                                       |                                    | Gavin Drummond                     | James Drummond                           |  |  |       |  |  |                                     |  |  |                                  |  |
|                                       |                                    | Gavin Drummond                     | Christian Hally                          |  |  |       |  |  |                                     |  |  |                                  |  |
| Clementina Drummond                   |                                    | Gavin Drummond                     |                                          |  |  |       |  |  |                                     |  |  |                                  |  |
|                                       |                                    | Clementina Graham                  | Alexander Graham                         |  |  |       |  |  |                                     |  |  |                                  |  |
|                                       |                                    | Clementina Graham                  | Alexander Graham                         |  |  |       |  |  |                                     |  |  |                                  |  |
|                                       |                                    | Clementina Graham                  | Clementina Gardyne                       |  |  |       |  |  |                                     |  |  |                                  |  |
| David Ogilvy, XI conte di Airlie      |                                    | Clementina Graham                  |                                          |  |  |       |  |  |                                     |  |  |                                  |  |
|                                       | John Stanley, I barone di Alderley | John Thomas Stanley, VI baronetto  |                                          |  |  |       |  |  |                                     |  |  |                                  |  |
|                                       | John Stanley, I barone di Alderley | John Thomas Stanley, VI baronetto  |                                          |  |  |       |  |  |                                     |  |  |                                  |  |
|                                       | John Stanley, I barone di Alderley | Margaret Owen                      |                                          |  |  |       |  |  |                                     |  |  |                                  |  |
| Edward Stanley, II barone di Alderley | John Stanley, I barone di Alderley |                                    |                                          |  |  |       |  |  |                                     |  |  |                                  |  |
|                                       |                                    | Maria Holroyd                      | John Baker Holroyd, I conte di Sheffield |  |  |       |  |  |                                     |  |  |                                  |  |
|                                       |                                    | Maria Holroyd                      | John Baker Holroyd, I conte di Sheffield |  |  |       |  |  |                                     |  |  |                                  |  |
|                                       |                                    | Maria Holroyd                      | Abigail Way                              |  |  |       |  |  |                                     |  |  |                                  |  |
| Henrietta Blanche Stanley             |                                    | Maria Holroyd                      |                                          |  |  |       |  |  |                                     |  |  |                                  |  |
|                                       |                                    | Henry Dillon, XIII visconte Dillon | Charles Dillon, XII visconte Dillon      |  |  |       |  |  |                                     |  |  |                                  |  |
|                                       |                                    | Henry Dillon, XIII visconte Dillon | Charles Dillon, XII visconte Dillon      |  |  |       |  |  |                                     |  |  |                                  |  |
|                                       |                                    | Henry Dillon, XIII visconte Dillon | Henrietta Maria Phipps                   |  |  |       |  |  |                                     |  |  |                                  |  |
| Henrietta Maria Dillon-Lee            |                                    | Henry Dillon, XIII visconte Dillon |                                          |  |  |       |  |  |                                     |  |  |                                  |  |
|                                       |                                    | Henrietta Browne                   | Dominick Geoffrey Browne                 |  |  |       |  |  |                                     |  |  |                                  |  |
|                                       |                                    | Henrietta Browne                   | Dominick Geoffrey Browne                 |  |  |       |  |  |                                     |  |  |                                  |  |
|                                       |                                    | Henrietta Browne                   | Margaret Browne                          |  |  |       |  |  |                                     |  |  |                                  |  |
|                                       |                                    | Henrietta Browne                   |                                          |  |  |       |  |  |                                     |  |  |                                  |  |